# 大台郵便局
大台郵便局（おおだいゆうびんきょく）は、三重県多気郡大台町にある郵便局である。民営化前の分類では集配特定郵便局であった。

## 概要
住所：〒519-2499 三重県多気郡大台町佐原寺前通841-1
敷地面積は1,381m2。局舎は鉄筋コンクリート2階建て、延べ床面積750m2である（1995年新築時）。
民営化直前の、集配業務再編において、多くの集配特定郵便局は配達センターとなったが、当局は地域郵便輸送の拠点として統括センターとされたため、民営化に際し郵便事業株式会社の支店が併設された。

## 沿革
- 1916年（大正5年）8月21日 - 三瀬谷村佐原990に三瀬谷郵便局（三等、無集配）として開局。
- 1916年（大正5年）10月1日 - 簡易保険業務取扱開始。
- 1926年（大正15年）3月25日 - 放送受信委託事務取扱開始。
- 1926年（大正15年）10月1日 - 郵便年金業務開始。
- 1928年（昭和3年）7月11日 - 電信電話業務取扱開始。
- 1929年（昭和4年）4月21日 - 郵便集配業務開始。
- 1930年（昭和5年）2月21日 - 電話交換業務開始。
- 1969年（昭和44年）4月11日 - 電話交換および和文電報配達業務の取扱を三瀬谷電報電話局に移管[2]。
- 1970年（昭和45年）6月1日 - 大台町佐原寺前通841-2に新築移転。
- 1971年（昭和46年）10月1日 - 三瀬谷－大杉谷間自動車郵便路線及び局・駅受渡鉄道路線請負となる。
- 1982年（昭和57年）2月22日 - 為替貯金オンライン業務開始。
- 1984年（昭和59年）2月1日 - 松阪－紀伊長島間自動車郵便路線となる。
- 1984年（昭和59年）11月1日 - 簡易保険オンライン業務開始。
- 1987年（昭和62年）7月1日 - 電子郵便端末機による業務開始、小包追跡システムの導入。
- 1990年（平成2年）3月15日 - 現金自動預け払い機（ATM）取扱開始。
- 1995年（平成7年）2月20日 - 大台町佐原寺前通841-1に新築移転[1]。
- 1998年（平成10年）2月2日 - 大台郵便局に改称。同日、川添郵便局から集配業務の一部[3]を移管。
- 2007年（平成19年）3月5日 - 統括センターが併設。
- 2007年（平成19年）10月1日 - 民営化に伴い、併設された郵便事業大台支店に一部業務を移管。
- 2012年（平成24年）10月1日 - 日本郵便株式会社発足に伴い、郵便事業大台支店を大台郵便局に統合。

## 取扱内容
- 郵便、印紙、ゆうパック、内容証明
- 貯金、為替、振替、振込、国際送金、国債
- 生命保険、バイク自賠責保険
- ゆうちょ銀行ATM
- 「519-24xx」区域（多気郡大台町（合併以前からの大台町域））の集配業務
- ゆうゆう窓口

## 周辺
- 三重県警察 大台警察署
- 紀勢地区広域消防組合消防本部・奥伊勢消防署
- 大台町役場
- 道の駅奥伊勢おおだい
- 国道42号

## アクセス
- JR紀勢本線 三瀬谷駅から徒歩約7分
- 三重交通バス 大台町停留所、もしくは大台町デマンドタクシー 大台郵便局前停留所下車
- 紀勢自動車道 大宮大台ICから北西に約1km
- 駐車場あり：4台